# Várzea da Palma
Várzea da Palma – miasto i gmina w Brazylii, w stanie Minas Gerais.